# Teplouš (kniha)
Teplouš (v anglickém originále Queer) je román amerického spisovatele Williama Sewarda Burroughse. Napsán byl v letech 1951 až 1953, ale poprvé vyšel až v roce 1985 v nakladatelství Viking Press. V českém jazyce kniha poprvé vyšla v roce 1991 v překladu Josefa Rauvolfa ve společném svazku s knihou Dopisy o Yage. Samostatně vyšla v roce 2004 v nakladatelství Maťa. Jde o autobiografický román, volné pokračování autorova prvního románu Feťák. Příběh se odehrává v Mexiku a Jižní Americe.
V roce 2024 byla uvedena filmová adaptace díla s Danielem Craigem a Drewem Starkeym v hlavních rolích.